# Lacconotus punctatus
Lacconotus punctatus là một loài bọ cánh cứng trong họ Mycteridae. Loài này được LeConte miêu tả khoa học năm 1862.